# 세아윈드
세아윈드(영어: SeAH Wind Ltd.)는 해상풍력발전용 하부구조물인 모노파일 제조를 위하여 설립된 세아제강지주의 자회사이다. 2021년 2월 영국 기업으로 법인 등록하였다.

## 상세
영국 티스사이드(Teesside)에 세계 최대규모의 모노파일 생산공장을 설립하여 2025년 3월부터 상업 생산 예정이다. 최대 생산능력은 모노파일 기준 연간 40만톤으로 추정되며, 찰스 3세가 모노파일 생산공장에 직접 방문하는 등 영국 현지에서도 공장 가동에 주목하고 있다. 주요 계약으로는 세아윈드 설립 초기인 2021년 덴마크 국영 에너지 기업 오스테드와 체결한 3.64억파운드 규모의 모노파일 공급계약 및 2023년 말 스웨덴 에너지 기업 Vattenfall과 체결한 9억파운드 규모의 공급계약이 있다.

## 사업현황
- Hornsea 3 해상풍력단지: 2022년 9월, 덴마크 에너지 기업 오스테드는 Hornsea 3 해상풍력 프로젝트[5]의 주요 모노파일 공급업체 중 하나로 세아윈드를 선정했다.

- Norfolk Vanguard 프로젝트: 2023년 12월, 세아윈드는 스웨덴 에너지 기업 Vattenfall과 계약을 체결하여 2.8GW 규모의 Norfolk Vanguard 해상풍력 프로젝트를 위한 XXL 모노파일 하부구조물을 공급 예정이다.